# Ковали (Ильинское сельское поселение)
 Ковали  — опустевшая деревня в Западнодвинском муниципальном округе Тверской области.

## География
Находится в юго-западной части Тверской области на расстоянии приблизительно 47 км по прямой на юг-юго-запад по прямой от районного центра города Западная Двина.

## История
Деревня была отмечена уже только на карте 1980 года. До 2020 года входила в состав ныне упразднённого Ильинского сельского поселения.

## Население
Численность населения не была учтена как в 2002 году, так и в 2010.